# Малаханова
Малаханова — деревня в Осинском районе Усть-Ордынского Бурятского округа Иркутской области России. Входит в состав муниципального образования «Оса».

## География
Деревня находится в южной части Иркутской области, к югу от реки Оса, юго-восточнее села Оса, административного центра района. Абсолютная высота — 456 метров над уровнем моря.

## Население
| 2002 | 2010 | 2011 | 2012 |
| ---- | ---- | ---- | ---- |
| 2    | ↗3   | →3   | →3   |

Согласно результатам переписи 2002 года, в национальной структуре населения русские составляли 100 %.

## Улицы
Уличная сеть деревни состоит из 3 улиц (Полевая, Придорожная и Ягодная).